# 小澤雅夫
小澤 雅夫（おざわ まさお）は、日本の映像作家、アニメーター。
主に、NHKの音楽番組「みんなのうた」などのアニメーションを制作している。

## 作品一覧

### みんなのうた
- ひらら恋胡蝶 / 池田綾子（2013年2月・3月放送）